# ComicWalker
ComicWalker (コミックウォーカー, Komikku Uōkā) é uma plataforma gratuita de distribuição e leitura online de mangás pertencente a Kadokawa Future Publishing. Lançada em 22 de março de 2014, com suporte para PCs, smartphones e tablets, a plataforma permite a leitura gratuita de mangás distribuídos na língua japonesa, chinesa e inglesa.
A plataforma distribui sobretudo títulos que também são publicados nas revistas de mangás da Kadokawa, mas também há títulos exclusivos da plataforma, como Oshiete! Galko-chan.
Em 2015, a plataforma recebeu um novo serviço, intitulado ComicWalker GLOBAL, focado em publicar obras originais de artistas estrangeiros. Atualmente, o serviço reúne títulos em chinês, taiwanês e malaio, com a previsão de novos idiomas serem disponibilizados no futuro.

## Revistas serializadas
Os mangás das seguintes revistas são atualmente serializados na plataforma:
- Gekkan Asuka
- Gundam Ace
- Gekkan Comic Alive
- Comic Cune
- Gekkan Comic Gene
- Gekkan Comic Beam
- Gekkan Comic Flapper
- Gekkan Comp Ace
- Comptiq
- Shūkan ASCII
- Gekkan Shōnen Ace
- Sylph
- Dengeki G's Magazine
- Dengeki Daioh
- Comic Dengeki Daioh "g"
- Dengeki Bunko Magazine
- Dengeki Maoh
- Dengeki Moeoh
- Gekkan Dragon Age
- Harta
- Young Ace